# Marea neliniște
Marea neliniște sau Anxietate înaltă (titlu original: High Anxiety) este un film american din 1977 regizat de Mel Brooks. Este creat în genurile satiră, de comedie. Rolurile principale au fost interpretate de actorii Harvey Korman, Cloris Leachman, Madeline Kahn. Scenariul este scris de Brooks, Ron Clark, Rudy De Luca și Barry Levinson.

## Distribuție
- Dr. Richard Harpo Thorndyke - Mel Brooks
- Victoria Brisbane - Madeline Kahn
- Brophy - Ron Carey
- Nurse Charlotte Diesel - Cloris Leachman
- Dr. Charles Montague - Harvey Korman
- Professor Lilloman - Howard Morris
- Arthur Brisbane - Albert Whitlock și Charlie Callas
- Braces - Rudy De Luca
- Dr. Philip Wentworth - Dick Van Patten
- Norton the orderly - Lee Delano
- Desk Clerk - Jack Riley
- Dennis - Barry Levinson
- Maid  - Beatrice Colen
- Handsome Bystander - Michael Shannon